# بیت ام آپ

شورش در شهر، یک بازی مشهور در ژانر بیتم آپ

بیت ام آپ (به انگلیسی: Beat 'em Up) یا «بزن برو جلو» یک سبک بازی ویدئویی از زیر شاخه بازی اکشن است که معمولاً بدون سلاح گرم و به صورت مبارزه تن به تن با ورزش و تکنیک‌های رزمی اجرا می‌شود. دوربین در این سبک از پهلو قرار دارد و از سمت چپ-به-راست حرکت می‌کند و محیط بازی‌ها معمولاً در شهر و مکان‌های مسکونی است.